# Догма 95
Догма 95 је контроверзни авангардни филмски покрет покренут 1995. од стране данских редитеља Ларса фон Трира и Томаса Винтерберга, који су креирали „Манифест догме 95“ и „Завет чедности“ (дан. kyskhedsløfter). То су била правила за стварање филмова заснованих на традиционалним вредностима приче, глуме и теме, искључујући употребу сложених специјалних ефеката или технологије. Наводно је настала као покушај да се „врати власт редитељима као уметницима“, за разлику од студија. Касније су им се придружили колеге дански редитељи Кристиан Левринг и Сорен Краг-Јакобсен, формирајући Догма 95 Колектив или Догма Братство. Догме (pronounced [ˈтʌвмә]) је данска реч за догму.

## Историја
Ларс фон Трир и Томас Винтерберг написали су и супотписали манифест и његове пратеће „заклетве“. Винтерберг је рекао да су написали документа за 45 минута. Манифест у почетку опонаша формулацију есеја Франсоа Труфоа из 1954. Une certaine tendance du cinéma français у Cahiers du cinéma.
Најавили су покрет Догме 13. марта 1995. у Паризу, на конференцији Le cinéma vers son deuxième siècle. Биоскопски свет се окупио да прослави први век филмова и размисли о неизвесној будућности комерцијалне кинематографије. Позван да говори о будућности филма, Ларс фон Трир обасуо је збуњену публику црвеним памфлетима који су најављивали Догме 95.
Као одговор на критике, фон Трир и Винтерберг су изјавили да су само желели да успоставе нови екстрем: „У раду са изузетно високим буџетима, схватили смо да треба да уравнотежимо динамику што је више могуће.
Попут креативног покрета No Wave Cinema, Догма 95 је описан као период који одређује нискобуџетну филмску продукцију.
Покрет се распао 2005.
Од касних 2000-их, појава видео технологије у ДСЛР фотографским камерама, као што је  довела је до огромног пораста играних и кратких филмова снимљених према већини, ако не и свим, правилима која се односе на Догме 95 манифест. Међутим, због напретка у технологији и квалитету, естетика ових продукција обично изгледа драстично другачија од оне Догме филмова снимљених на тракама или ДВД-Р камкордерима.

## Циљеви и правила
Циљ Догме колектива је да прочисти филмско стваралаштво одбијајући скупе и спектакуларне специјалне ефекте, постпродукцијске модификације и друге техничке трикове. Филмски ствараоци се концентришу на причу и глуму. Они тврде да би овај приступ могао боље да ангажује публику, јер нису „отуђени или ометени хиперпродукцијом“. У том циљу, фон Трир и Винтерберг су произвели десет правила којих сваки филм Догме мора да се придржава. Ова правила, која се називају „Завет чедности“, су следећа:
1. Снимање се мора обавити на локацији. Реквизите и гарнитуре се не смеју уносити (ако је за причу неопходан одређени реквизит, мора се изабрати локација на којој ће се тај реквизит наћи).
2. Звук се никада не сме стварати одвојено од слике или обрнуто. (Музика се не сме користити осим ако се не појави тамо где се сцена снима.)
3. Снимање камером мора бити из руке. Сваки покрет камере који се може постићи у руци је дозвољена.
4. Филм мора бити у боји. Посебно осветљење није прихватљиво. (Ако има премало светла за експозицију, сцена мора бити исечена или једна лампа бити причвршћена на камеру.)
5. Оптички рад и филтери су забрањени.
6. Филм не сме да садржи површну радњу. (Убиства, оружје итд. се не смеју десити.)
7. Забрањено је временско и географско отуђење. (То значи да се филм дешава овде и сада.)
8. Жанровски филмови нису прихватљиви.
9. Формат филма мора бити Academy 35 mm.
10. Редитељ не сме бити имати кредит на шпици.

„Осим тога, кунем се као директор да се уздржавам од личног укуса! Ја више нисам уметник. Кунем се да ћу се уздржати од стварања „дела“, јер сматрам да је тренутак важнији од целине. Мој главни циљ је да извучем истину из својих ликова и окружења. Кунем се да ћу то учинити свим расположивим средствима и по цену сваког доброг укуса и естетских разлога. Тако дајем завет на чедност.″ 
Укупно, тридесет пет филмова снимљених између 1998. и 2005. сматра се делом покрета.

### Концепти и утицаји
Први филма Догме (Догма #1) био је Винтербергов филм Фестен (The Celebration) из 1998. године, продуциран у Данској.
Експериментални филм Хотел из 2001. године, у режији Мajka Фигиса, неколико пута помиње стил снимања филма Догме 95 и описан је као „Догма филм-у-филм-у”.
Клавијатурист и музички продуцент Монеи Марк користио је принципе инспирисане Догмом 95 да сними свој албум Mark's Keyboard Repair.

## Значајни Догме филмови
Комплетна листа од 35 филмова доступна је на веб сајту Догме95. Хуан Пинзас (#22, #30 и #31) је једини режисер који се пријавио више пута.
 

## Пријем

### Филмови
Већина филмова Догме је добила мешовите или негативне критике, док су неки други филмови били хваљени од критике, као што су Винтербергов филм Фестен (Прослава).

### Награде
Фестен је освојио бројне награде, укључујући награду жирија на Филмском фестивалу у Кану и седам Робертових награда 1998. Italiensk for begyndere је такође освојио Велику награду жирија Сребрног медведа на Берлинском филмском фестивалу 2000. године.

### Препознавање
Музеј уметности и дизајна је 2015. године прославио покрет ретроспективом Режисер не сме бити кредитован: 20 година Догме 95. Ретроспектива је обухватила радове Ларса фон Трира, Томаса Винтерберга, Жан-Марка Бара, Сузане Бир, Данијела Х. Бајуна, Хармони Корине, Кристијана Левринга, Анет К. Олесен и Лона Шерфига.

## Наслеђе
Иако је покрет распуштен 2005. године, филмски ствараоци су наставили да развијају независне и експерименталне филмове користећи или са утицајима концепа.
Употреба снимања у стилу 'Догме 95' налази се на листи захтева отмичара у епизоди Химна ТВ серије Црно огледала.
Након објављивања Бјуновог филма Интервју (2000), неки јужнокорејски филмови који су сматрали утицајем на Догма 95 филмове, али су одбацили да су део Догме.
На велики део Фон Трирових дела утицао је манифест Догме 95. Његов први филм након оснивања покрета Догме 95 био је Breaking the Waves, који је био под великим утицајем стила и етоса покрета, иако је филм прекршио многа од „правила“ постављених у манифесту покрета, укључујући изграђене сетове и употребу музике у одређеном контексту као и употребу компјутерске графика.
Винтербергов филм Лов из 2012. такође је био под утицајем манифеста Догме 95.